# Djahida Houadef
Djahida Houadef née le 1er avril 1963 à N'Gaous est une artiste peintre algérienne et en céramique, enseignante d'art, figure parmi la première génération de femmes artistes en Algérie.

## Biographie

### Famille et enfance
Native de N'Gaous dans les Aurès en 1963  ,. Elle a grandi dans les champs d’abricotiers  de son grand-père et s'est inspiré de la vie des femmes de N'Gaous. Elle disait de son enfance qu’« une enfance heureuse ou une enfance malheureuse peu importe… l’essentiel se retrouve entre les parois gravés de notre mémoire qui risquent de devenir des murs en pierres s’ils ne sont pas rafraîchis et transcrits. Je porte personnellement un regard aussi grand et réel qu’il soit sur les souvenirs de mon enfance. A N’gaous où je vivais : animaux, verdure, arbres, fleurs étaient la couverture panoramique de cette terre. ».

### Étude et profession
Djahida Houadef a étudié à l'École supérieure des beaux-arts d'Alger et a enseigné.  elle  est également  diplômée  en peinture et en céramique, elle est  enseignante d'art et  a animé pour les enfants  des ateliers d'arts plastiques de 1987 à 2011 au Musée national des beaux-arts d'Alger. Elle a obtenu un diplôme d'études supérieures artistiques en participant aux ateliers de Denis Martinez et elle obtient également un certificat d'enseignement artistique général (CEAG) en céramique .  Elle a arrêté d'enseigner en 2000 et s'est consacrée seulement à la peinture. 
Elle a participé à plusieurs expositions  à l'étranger  en Espagne, en France, en Tunisie, aux Émirats arabes unis, au Maroc, en Grèce et en Algérie , elle a enseigné en art plastiques  dans les  écoles privées et dans les lycées d'Alger.

### Prix
En 1992, Houadef gagne le 2e prix au 12e salon de la femme peinture à Alger. Elle arrache le 3e prix lors de l’exposition au salon des arts modernes en 1995 à Alger également. Elle obtient le 3e prix lors de l'exposition au salon de la peinture féminine en 1997  et aussi le 3e prix de la peinture algérienne en 1999 à Alger.
Elle a obtenu plusieurs distinctions lors de ses expositions dans plusieurs salons artistiques, en 1999, elle obtient le troisième prix au Grand Prix de la peinture algérienne et en 2002 le deuxième prix  à l'hommage à Aïcha Haddad.

## Exposition
Elle a exposé en collective en  1986  au Centre culturel soviétique  et à la salle Ibn Khaldoun à Alger.
En septembre 2006, elle expose à Riadh El Feth à la salle Frantz Fanon à Alger dont le titre est Fragment pictural .
Durant le mois d'avril 2011,  Djahida Houadef présente à la galerie Baya du palais de la culture Moufdi Zakaria d'Alger dont le tite est  Chadjara (arbre). 
En 2012, elle expose au  Musée National Zabana d'Oran, en hommage à la femme algérienne dont le titre  N'Gaoussiette. 
En avril 2015, elle fait un hommage au Liban à travers son exposition à Dar Abdellatif  à Alger.
En en mai 2016,  sous le thème Flâneries, elle a exposé  à la galerie Ezzou'Art  à  Alger. 
Elle a exposé à Alger en 1989, 1993, 1999, 2000, 2003, 2005, 2010.
En dehors de l'Algérie, elle a exposé en collectives à Charjah en 1993, à Lille en 1995, à Limoges en 1997, à Toulouse en 2003,  Le Creusot en 2005, à Dijon en 2005, à Thessalonique 2006 en 2006, à Tunis en 2006, à Oujda en 2007.

### Collections
Elle a réalisé  trois collections sur le monde féminin algérien,  le premier Casbadjiates, en hommage aux femmes de La Casbah d’Alger, le deuxième les Cassassettes, ce sont de conteuses chaouies qui racontent des contes, dans la  nuit claire et  enfin c'est les femmes  N’gaoussiates. Elle est considérée parmi la première génération de peintre femme et décrite dans le livre des 11 femmes artistes en Algérie dont le titre est Féminin pictural de Djamila Flici Guendil.
Une de ses collections se trouve au Musée national des beaux-arts d'Alger.

### Engagement pour la cause des femmes
Djahida Houadef a rendu hommage et aux femmes de N'Gaous lors de l'exposition N’gaouissiette au Palais des Rais Bastion 23 à  Alger, en mars 2013, elle a rappelé le sacrifice de Mériem Bouatoura. Elle dira « N'Gaoussiette est une exposition en hommage à la femme qui m'a mise au monde, aux femmes de ma région natale, à l'image de la chahida Meriem Bouatoura, qui sont mes premiers exemples de femmes et, enfin, aux femmes de mon pays qui ont formé l'Algérien. Avec leurs mains elles ont nourri, cousu, soigné. Elles ont cultivé la terre pour nourrir les hommes, porté les armes aux côtés de leurs compatriotes et ont même sacrifié leur vie pour construire l'Algérie libre et rayonnante ».